# Continente (hipermercados)
Continente é um hipermercado, uma sociedade anónima e uma das maiores empresas retalhistas de Portugal. Pertence ao grupo empresarial da Sonae, em qual se inclui na Sonae MC, empresa responsável pelo retalho, onde se encontram também subsidiárias como Continente Modelo (supermercados para áreas de média dimensão), Continente Bom Dia e Meu Super (supermercados para áreas de baixa dimensão).
A empresa foi fundada em 1985 na cidade da Senhora da Hora, município de Matosinhos, pertencendo à Área Metropolitana do Porto e a região Norte. Actualmente, Cláudia de Azevedo é a CEO do Continente e a marca está representada em todas as sub-regiões e regiões portuguesas.
Foi a primeira cadeia de hipermercados em Portugal, abrindo dia 10 de Dezembro de 1985 na cidade da Senhora da Hora, Matosinhos, e mantém-se até hoje como uma referência no sector de retalho alimentar do país.
A maior loja foi, até 2024, o Continente do GaiaShopping, com 11 800m² , no entanto devido a uma reformulação e obras de elevadas dimensões que reduziram substancialmente área da loja referida (finalizadas no início de 2025), desconhece-se atualmente qual o maior supermercado Continente do país. Ainda assim, as lojas Continente NorteShopping, Continente GaiaShopping e Continente Colombo continuam a ser alguns dos maiores e mais movimentados hipermercados da empresa.

## A marca "Continente"
Contrariamente ao que muitas pessoas pensam, a marca Continente não foi criada pelo grupo Sonae, mas pelo grupo de distribuição francês Promodès. A marca tem as suas origens em França em 1972 ("Continent"), tendo sido adaptada para Espanha em 1976. 
O grupo Promodès estabeleceu-se em Portugal no início dos anos 1980, por forma a introduzir o conceito de Hipermercado no País. A Sonae, na altura, detinha uma cadeia de supermercados denominados Modelo. As duas empresas estabeleceram uma parceria, que daria lugar à Modelo Continente S.A. A Adopção da insígnia Continente em regime de "franchising" permitiu à Sonae adquirir o "Know How" da Promodès e abrir em 1985 o primeiro hipermercado em Portugal localizado na Senhora da Hora, Matosinhos (o actual NorteShopping foi construído junto ao hipermercado).
A marca teve uma primeira remodelação em 1996, sendo esta feita internacionalmente. As cores (Azul e Vermelho) mantiveram-se e foi modernizado o "lettering". O símbolo passou a ser um "C" estilizado como um Globo terrestre educativo.
Com a fusão dos grupos Carrefour e Promodès em 1998, a marca desapareceu de França, e no ano seguinte de Espanha (o Carrefour detinha a marca "Pryca" e decidiu proceder à fusão das duas sociedades, adoptando a insígnia "Carrefour") e de Itália. Em 2004, o grupo Carrefour sai do capital da Modelo Continente S.A. Dados estes factos, a Sonae acabou por ficar gratuitamente com os direitos exclusivos da marca "Continente".
Em finais de 2005, a marca foi alvo de uma remodelação profunda, sendo alterada a filosofia da marca, as cores (ficou o Vermelho) e o lettering. O símbolo passou a ser um "C" estilizado como um alvo. O trabalho de "rebranding" ficou a cargo da agência EuroRSCG.

## O negócio Carrefour Portugal/Sonae Distribuição
Em meados de 2007, o Grupo Carrefour manifestou a intenção de vender o seu negócio de Grande Distribuição (Hipermercados) nos países onde não ocupasse lugar cimeiro nos rankings desta área de negócio. Concluiu-se que Portugal estaria incluído no plano de desinvestimento (à altura, a Carrefour Portugal S.A. ocupava o 5.º lugar). Alguns concorrentes manifestaram interesse, mas a Sonae Distribuição saiu vencedora. Em 27 de Julho de 2007, foi anunciado o negócio entre a Carrefour e a Sonae Distribuição, pelo valor de 662 M€.
Entretanto, a Autoridade da Concorrência analisou o negócio e impôs remédios para que a aquisição tivesse sucesso. A não-oposição ao negócio foi anunciada pela Autoridade da Concorrência no dia 10 de Dezembro de 2007, ficando o negócio concluido no dia 31 de Dezembro de 2007. Saliente-se que as cerca de 300 lojas de hard discount Minipreço não estão incluídas no negócio.
As 12 lojas Carrefour existentes em Portugal fecharam dias 2 e 3 de Janeiro de 2008 para a mudança de imagem, reabrindo com a insígnia Continente no dia 4 de Janeiro de 2008.

## Continente Labs
Em 2021, abriu a primeira loja sem caixas em Portugal, localizado em Lisboa, na rua D. Filipa de Vilhena, junto ao Jardim do Arco do Cego, com mais de 200 câmaras e sensores monitorizam o que é removido das prateleiras e o pagamento é feito automaticamente à saída através do cartão bancário. 
A loja, com uma área de venda de 150 metros quadrados, tem 20 quilómetros de cabos de rede instalados e está equipada com cerca de 230 câmaras no teto e mais de 400 sensores de prateleira, que associam os produtos recolhidos (e devolvidos) das prateleiras por cada cliente, criando carrinhos de compras virtuais, permitindo que o pagamento se processe automaticamente através do cartão associado.
Por motivos alheios não revelados pela marca, a loja Continente Labs em Lisboa fechou portas em dezembro de 2024.
Ao mesmo tempo, a 10 de janeiro de 2024 foi inaugurado o Continente Bom Dia de Leiria, que combina a experiência de uma loja tradicional com a tecnologia Sensei de última geração, permitindo aos clientes ter uma experiência igual à antiga loja Continente Labs em Leiria. Com um investimento de 6 milhões de euros, dos quais 1,5 milhões destinados à implementação da tecnologia, esta loja dispõem de uma estrutura muito semelhante a uma loja tradicional exceto na zona de caixas, em que conta apenas com 2 caixas manuais e 6 caixas automáticas onde basta confirmar o carrinho virtual, pagar e sair. 